# Castillo de Pambre
El castillo de Pambre es una fortaleza del siglo XIV situado en Palas de Rey, provincia de Lugo, España.
En 2015, en la aprobación por la Unesco de la ampliación del Camino de Santiago en España a «Caminos de Santiago de Compostela: Camino francés y Caminos del Norte de España», España envió como documentación un «Inventario Retrospectivo - Elementos Asociados» (Retrospective Inventory - Associated Components) en el que en el n.º 784 figura este castillo.

## Situación geográfica
El castillo de Pambre está ubicado a orillas del río Pambre en el municipio de Palas de Rey.

## Historia
La fortaleza se erigió a final del siglo XIV de la mano de Gonzalo Ozores de Ulloa. En 1484 pasa a ser propiedad de los condes de Monterrei como fielato con funciones militares de custodia del Camino de Santiago y de cobro de portazgos. Con el tiempo, la estabilidad interna de Galicia dentro del conjunto de los reinos de España y la decadencia del Camino de Santiago tras la Reforma Protestante del centro y norte de Europa, ocasionan que su función principal acabe derivando en núcleo de producción agropecuaria de las tierras vinculadas a la propiedad de la fortaleza, en la rica comarca lucense de A Ulloa. Esta situación es la que refleja el documento de aforamiento a perpetuidad del año 1702, que describe la ruina de la construcción principal y confirma el foro a la familia Moreiras, que ya venía ejerciendo como caseros desde tiempo atrás.
A mediados del siglo XIX el Duque de Alba cede la propiedad a la familia Moreiras. En 1895, un secretario del duque de Alba realiza una venta ilegítima de la propiedad (la fortaleza, las viviendas anexas y las tierras vinculadas) por 27.000 ptas a José Soto, vecino de Palas de Rei. Esta venta no llegó a consolidarse al ser denunciada por la familia Moreiras, que continuó ejerciendo la propiedad y a la que los tribunales otorgan definitivamente la razón en 1912.
El último propietario de la familia Moreiras fue Manuel García Blanco, polifacético erudito, recordado catedrático del Instituto de Lugo, Delegado Provincial de Estadística y miembro correspondiente de la Real Academia Galega y de la Real Academia de la Historia, quien reivindicó en repetidas ocasiones, sin éxito, su puesta en valor por parte de las instituciones, fundamentalmente la Diputación Provincial de Lugo y el Ministerio de Cultura. Al final de su larga vida, vende la propiedad a Manuel Taboada Fernández, que la cierra y la sume en el abandono, dejando arruinarse las construcciones y acabando con la producción agropecuaria.
En el año 2009, por disposición testamentaria de Manuel Taboada, pasa a ser propiedad de los Hermanos Misioneros de los Enfermos Pobres, organización benéfica de la ciudad de Vigo, con quien en 2012 la Junta de Galicia llega a un acuerdo para comprar el castillo junto con los terrenos adyacentes por una cuantía algo superior a los 3 millones de Euros.

## Características

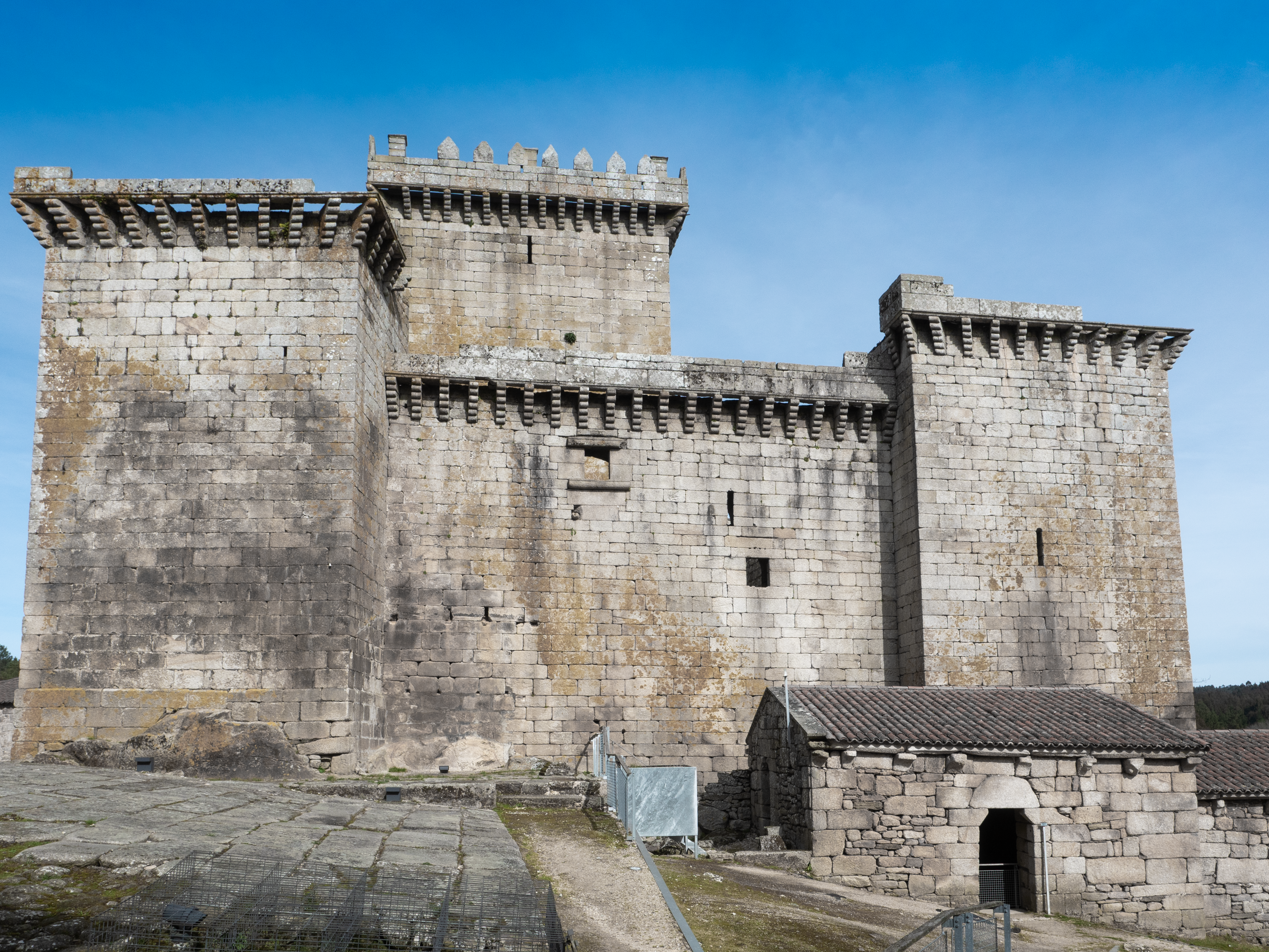
Otra vista de la fortaleza.

Él es uno de los pocos ejemplos de arquitectura militar del medievo gallego que se conservan y que sobrevivieron a la Revuelta Irmandiña.
La muralla exterior tiene un grosor de entre 2 y 2,5 metros, aunque en la entrada aumenta hasta los 5 metros. El acceso principal es un arco de medio punto y se puede apreciar el escudo de armas de los Ulloa en la clave. La capilla de San Pedro, que data del siglo XII, se encuentra junto a la entrada.
La fortaleza cuenta con una planta cuadrada de cuatro torres en los vértices y otra torre, la torre del Homenaje, de 11 metros por lado en el centro y de una altura de 3 plantas.